# George Viau

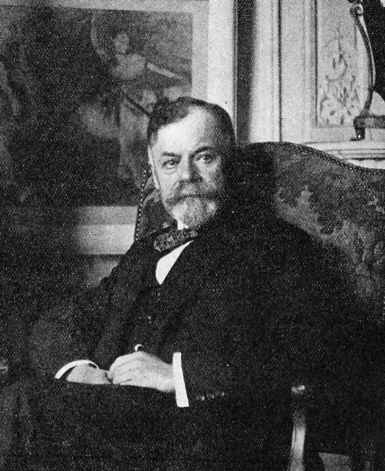
George Viau vor einem Werk von Edgar Degas, Foto von 1919

George Viau, auch Georges Viau, (geboren am 28. März 1855 in Nancy; gestorben am 18. Dezember 1939 in Paris) war ein französischer Zahnarzt, Kunstsammler und Mäzen.

## Leben

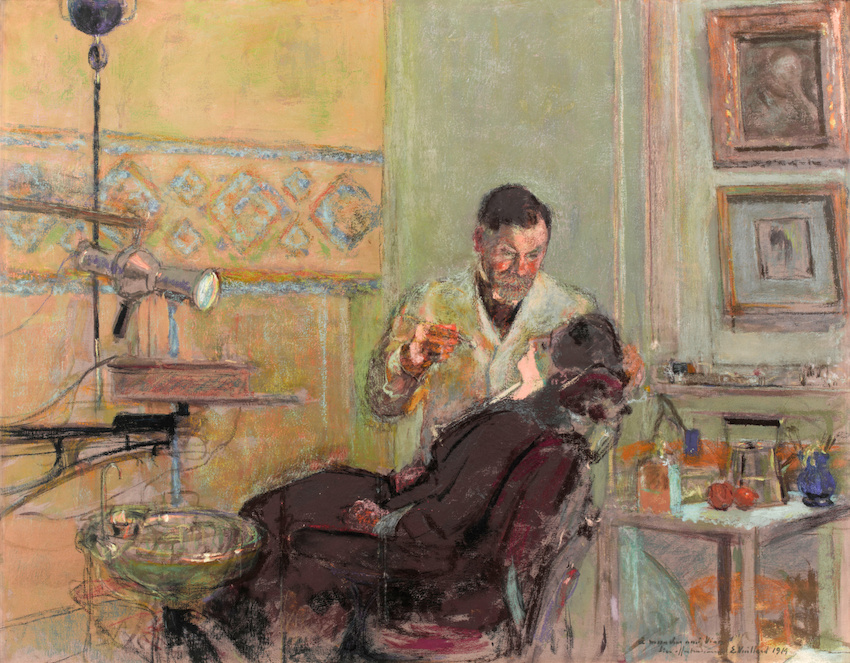
Édouard Vuillard: Dr. Viau in seiner Zahnarztpraxis, 1914

Der 1855 in Nancy geborene Viau gehörte zu den führenden Zahnärzten in Frankreich. Bereits sein Vater hatte sich als Stomatologe mit Erkrankungen der Mundhöhle beschäftigt. Viau folgte diesem Beispiel und spezialisierte sich als Mediziner auf die Zahnheilkunde. 1879 war er Gründungsmitglied der Zahnärztevereinigung Cercle des dentistes de Paris, aus der am 19. Mai 1880 die Schule für Zahnmedizin École dentaire de Paris hervorging. Viau nahm selbst Unterricht an dieser Schule und promovierte dort 1881 als einer der ersten Absolventen. 1882 wurde er an der Schule Assistenzprofessor für Prothetik, 1883 folgte die Ernennung zum ordentlichen Professor. Ab 1881 war er im Mitglied des Verwaltungsrates der Schule und ab 1884 Mitglied des Direktoriums. Im Jahr 1900 gehörte er zu den Gründungsmitgliedern der internationalen Zahnärztevereinigung Fédération Dentaire Internationale.
Viau schrieb zahlreiche Fachartikel. Vielbeachtet wurde seine 1886 veröffentlichte Studie zur schmerzlosen Extraktion bei einer Anästhesie unter Verwendung von Kokain. Diese Studie erschien im Folgejahr auch in deutscher Sprache. 1922 hielt er während der Eröffnungssitzung der Sorbonne einen Vortrag anlässlich des 200. Geburtstag des Pioniers der Zahnheilkunde Pierre Fauchard, der danach ebenfalls publiziert wurde. Für seine Verdienste als Mediziner erhielt er anlässlich der Pariser Weltausstellung 1900 die Ernennung zum Ritter der Ehrenlegion. Sein Sohn Louis Viau wurde ebenfalls Zahnarzt.

## Kunstsammlung Viau
Spätestens seit den 1890er Jahren begann Viau mit dem Aufbau einer Kunstsammlung. Sein Interesse galt hierbei zunächst französischen Malern des 19. Jahrhunderts, später auch Werken zeitgenössischer Künstler des beginnenden 20. Jahrhunderts. Die Sammelleidenschaft verband ihn mit seinen Freunden Armand Doria und Henri Rouart, mit denen er gemeinsam Kunstgalerien oder das Auktionshaus Hôtel Drouot besuchte. Zudem unterhielt er direkte Kontakte zu verschiedenen Künstlern. Dazu gehörten Camille Pissarro, Pierre-Auguste Renoir und Alfred Sisley. Hinzu kam Claude Monet, der auch sein Patient war. Viau erwarb Kunstwerke bei mehreren Atelierverkäufen, etwa 1899 beim Nachlass von Alfred Sisley, 1918–1919 bei den Auktionen der Sammlung von Edgar Degas und 1920 beim Verkauf der Bilder von Eugène Carrière.
Der genaue Umfang und die Zusammensetzung der Sammlung Viau sind nicht bekannt, da sich im Nachhinein nicht mehr alle Werke eindeutig bestimmen lassen. Zudem veräußerte Viau wiederholt größere Teile seine Sammlung, um anschließend erneut Werke zu erwerben. Schätzungen gehen von mindestens 1.200 Kunstwerken in der Sammlung aus. Beschrieben wurde die Sammlung 1925 von Waldemar George in der Zeitschrift L’Amour de l’Art, der dabei auch einzelne Werke vorstellte. Als weitere Quelle dienen der Auktionskatalog von 1907 der Galerie Paul Durand-Ruel und entsprechende Artikel in der Tagespresse. Während bei diesem Teilverkauf der Sammlung Viau Gemälde, Pastelle, Aquarelle und Zeichnungen angeboten wurden, kamen 1909 in einer Auktion im Hôtel Drouot Drucke und Lithografien zum Verkauf. Ebenfalls im Hôtel Drouot folgte 1930 ein weiterer Verkauf von Gemälden und Zeichnungen. Nach Viaus Tod fanden vier Versteigerungen seines umfangreiche Besitzes statt. Dabei kamen im Dezember 1942, Februar 1943, Juni 1948 und Februar 1949 insgesamt mehr als 5.000 Katalognummern zum Aufruf, wobei neben Gemälden, Arbeiten auf Papier und Skulpturen auch zahlreiche Bücher und asiatisches Kunsthandwerk angeboten wurden.
Die Werke aus dem ehemaligen Besitz von Geroge Viau befinden sich heute in unterschiedlichen Museen und Privatsammlungen. Das Pariser Musée d’Orsay besitzt drei Werke, die Viau den staatlichen Museen zu Lebzeiten schenkte. Neben dem Pastellbild Spanische Tänzerin von Edgar Degas kamen auf diese Weise die Gemälde Bildnis Thomas-Alfred Jones von Pierre Puvis de Chavannes und ein Selbstbildnis von Adolphe-Félix Cals in die Sammlung. Die Familie Viau stiftete den staatlichen Sammlungen 1955 das Gemälde Doktor George Viau in seiner Praxis von Édouard Vuillard (heute Musée d’Orsay). Aus dem Nachlass Viau erwarben die nationalen Museen Frankreichs die beiden Pastellarbeiten Femme se coiffant und Femme nue debout von Edgar Degas. Darüber hinaus erhielten die staatlichen Sammlungen von verschiedenen Stiftern die Werke Roses mousseuses und Portrait de petite fille coiffée d’une charlotte von Pierre-Auguste Renoir, Le Héron aux ailes déployées von Alfred Sisley, La Diligence, route d’Ennery à l’Hermitage, Pontoise von Camille Pissarro und Route de village, Auvers von Paul Cézanne.
Über den in Paris lebenden Schweizer Maler Carl Montag entstand eine freundschaftliche Beziehung zwischen Viau und dem Sammlerpaar Jenny und Sidney Brown aus Baden AG. Diese erwarben aus der Sammlung Viau 1909 die Werke La Cueilette des pois à Eragny von Camille Pissarro und Stillleben mit Fruchtschale und Zitronen von Paul Gauguin. 1910 kauften die Browns bei Viau die Werke Eistreiben (La Débâcle de la Seine) von Claude Monet, L’Église de Moret, temps pluvieux, le martin von Alfred Sisley, Châtaigniers à Louveciennes, Printimps und Le Boulevard Montmatre au Printemps von Camille Pissarro, Teller mit Früchten und Zuckerschale von Paul Cézanne, Baby in Blue in His Carriage von Mary Cassatt, Stillleben mit Früchten, Pêches et raisins noir von Henri Fantin-Latour, La Premiere dialogue von Eugène Carrière und ein Stillleben von Victor Vignon. Die Sammler blieben auch nach diesen Ankäufen in besonderer Weise miteinander verbunden, wie ein entsprechender Briefwechsel belegt. Als besondere Geste schickte Viau den Browns 1916 eine von ihm geschaffene Gemäldekopie nach Monets Serie der Kathedrale von Rouen. Dieses Geschenk unterstreicht nicht nur die Freundschaft mit den Browns, sondern zeigt zudem, dass sich Viau auch als Freizeitmaler mit Kunst beschäftigte. Die Sammlung der Browns einschließlich der Erwerbungen aus der Sammlung Viau befinden sich heute im Museum Langmatt in Baden.
Eine weitere Gruppe von Kunstwerken verkaufte Viau 1918 an ein Konsortium, das aus den dänischen Sammlern Herman Heilbuth und Wilhelm Hansen sowie der Kopenhagener Kunsthandlung Winkel & Magnussen bestand. Nach einer Bankenkrise in Dänemark gelangten 1922 einige diese Bilder – vor allem aus der Sammlung Heilbuth – auf den dänischen und internationalen Kunstmarkt. Teilweise kamen danach Werke in die Kopenhagener Ny Carlsberg Glyptotek, andere Werke befinden sich heute im von Hansen begründeten Museum Ordrupgaard in Ordrup. Zu den in den beiden dänischen Museen befindlichen Werken aus der vormaligen Sammlung Viau gehören Dame mit Hut von Louis Anquetin, Hamlet und der Totengräber, Macbeth und die Hexen, Gesichtsstudie, Stehendes junges Mädchen mit einem Buch in ihren Händen, Junge italienische Frau an einem See sitzend und Die Windmühle von Jean-Baptiste-Camille Corot und George Sand von Eugène Delacroix. Hinzu kommen Selbstporträt mit rotem Barett von Marcellin Desboutin, Landschaft bei Auvers-sur-Oise von Victor Vignon, Knabenbildnis und Quai Henri IV, Paris von Armand Guillaumin und Tänzerin im roten Kleid von Edgar Degas. Weitere Werke der Sammlung Viau in Dänemark sind Mädchen mit nackter Brust von Pierre-Auguste Renoir, Mademoiselle Isabelle Lambert von Berthe Morisot, Les Pyramides à Port-Coton, Belle-Île-en-Mer und Seestück von Claude Monet sowie Landschaft bei Pont-Aven und Vase mit Blumen von Paul Gauguin.

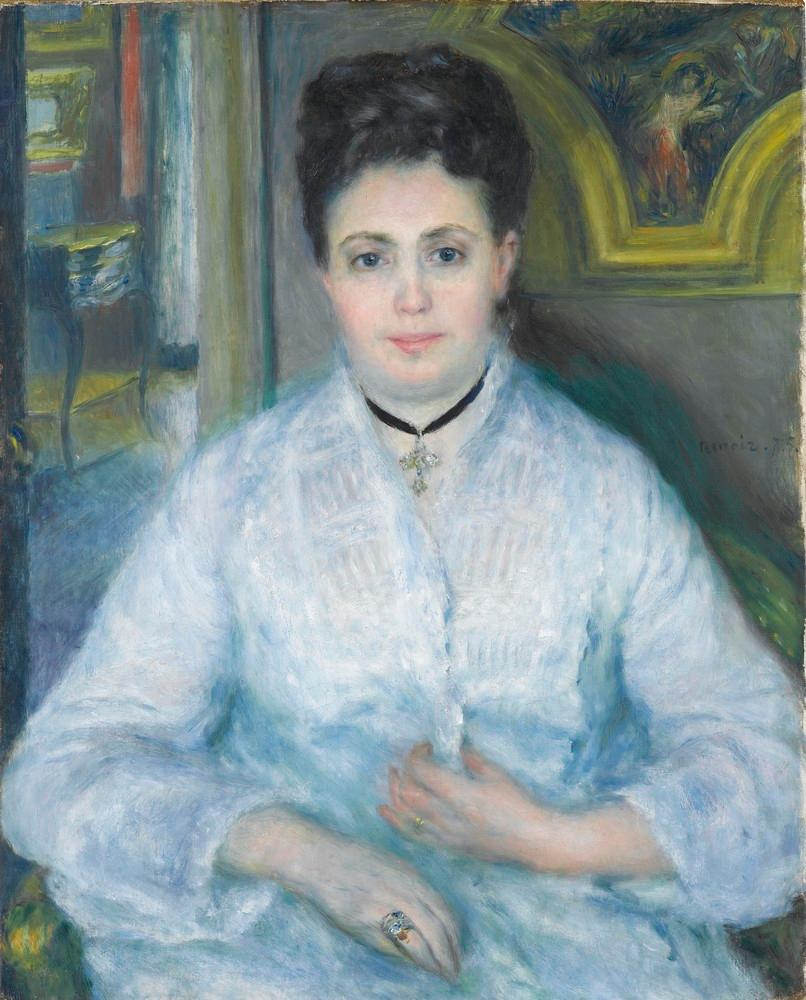
Pierre-Auguste Renoir: Madame Victor Chocquet
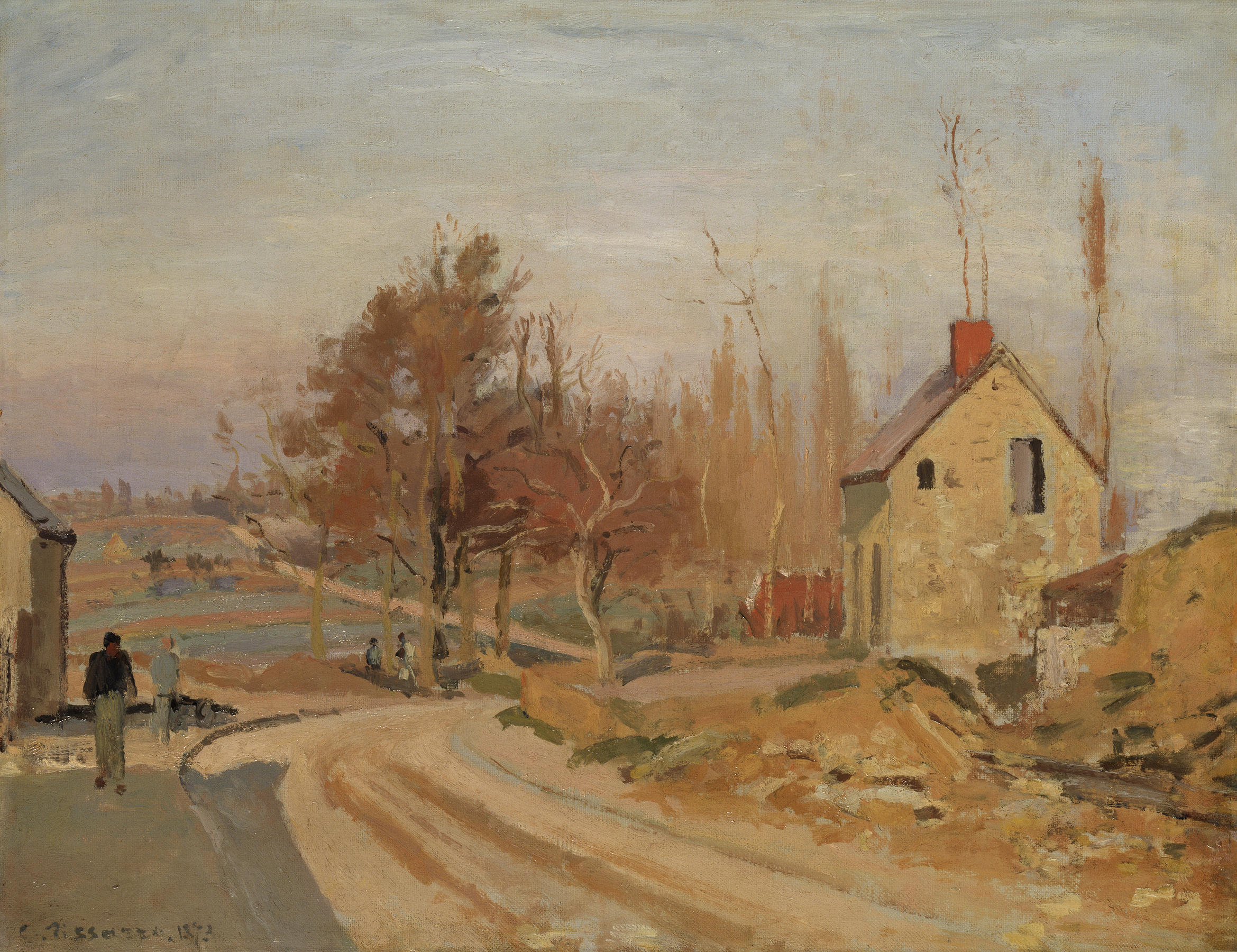
Camille Pissarro: Die Straße nach Osny in Pontoise, bei Reif
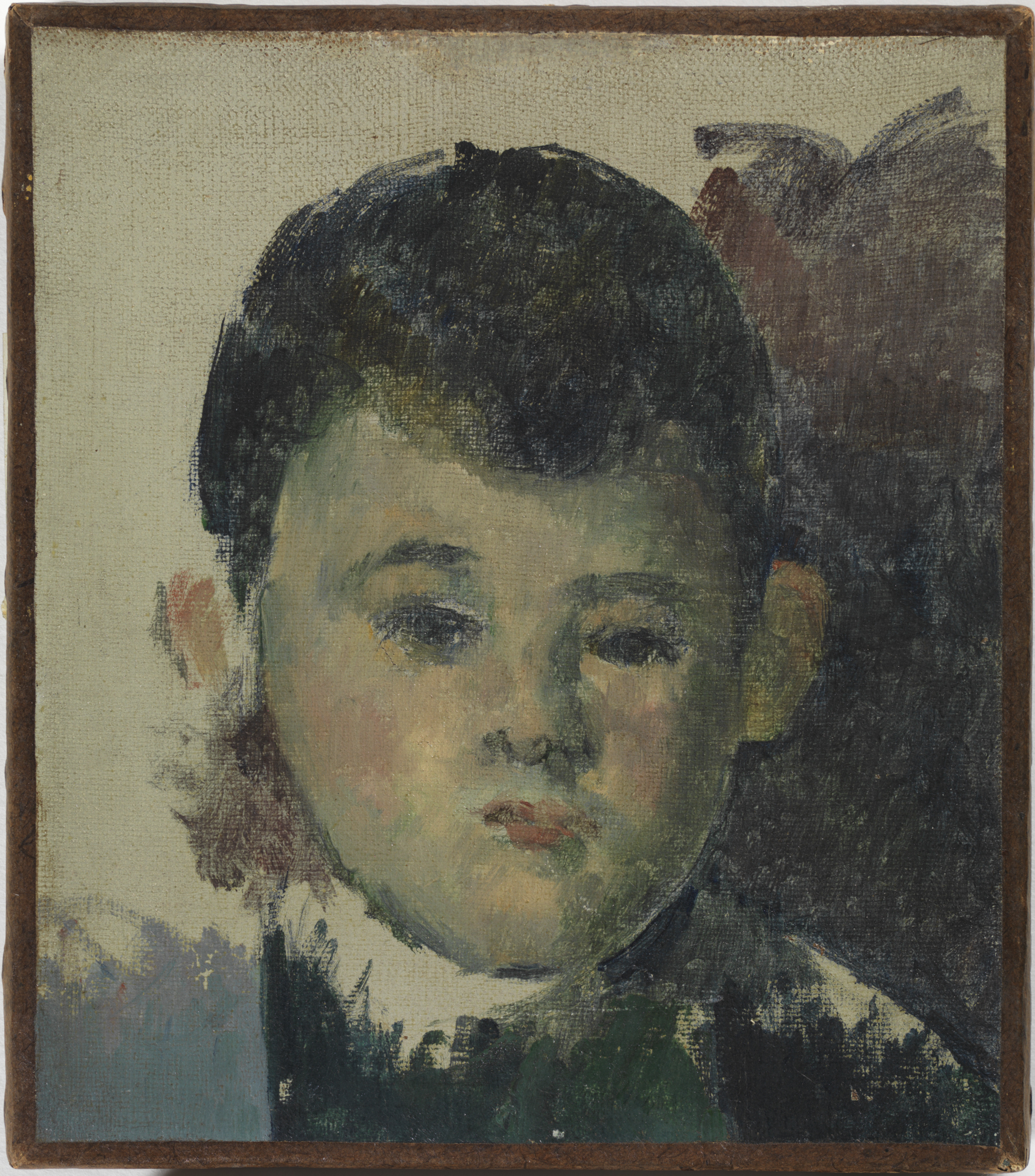
Paul Cézanne: Porträt des Sohnes Paul
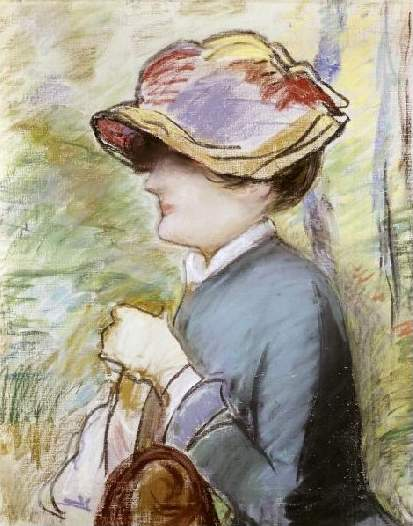
Édouard Manet: Jeune Femme au chapeau à Bords Rabattus
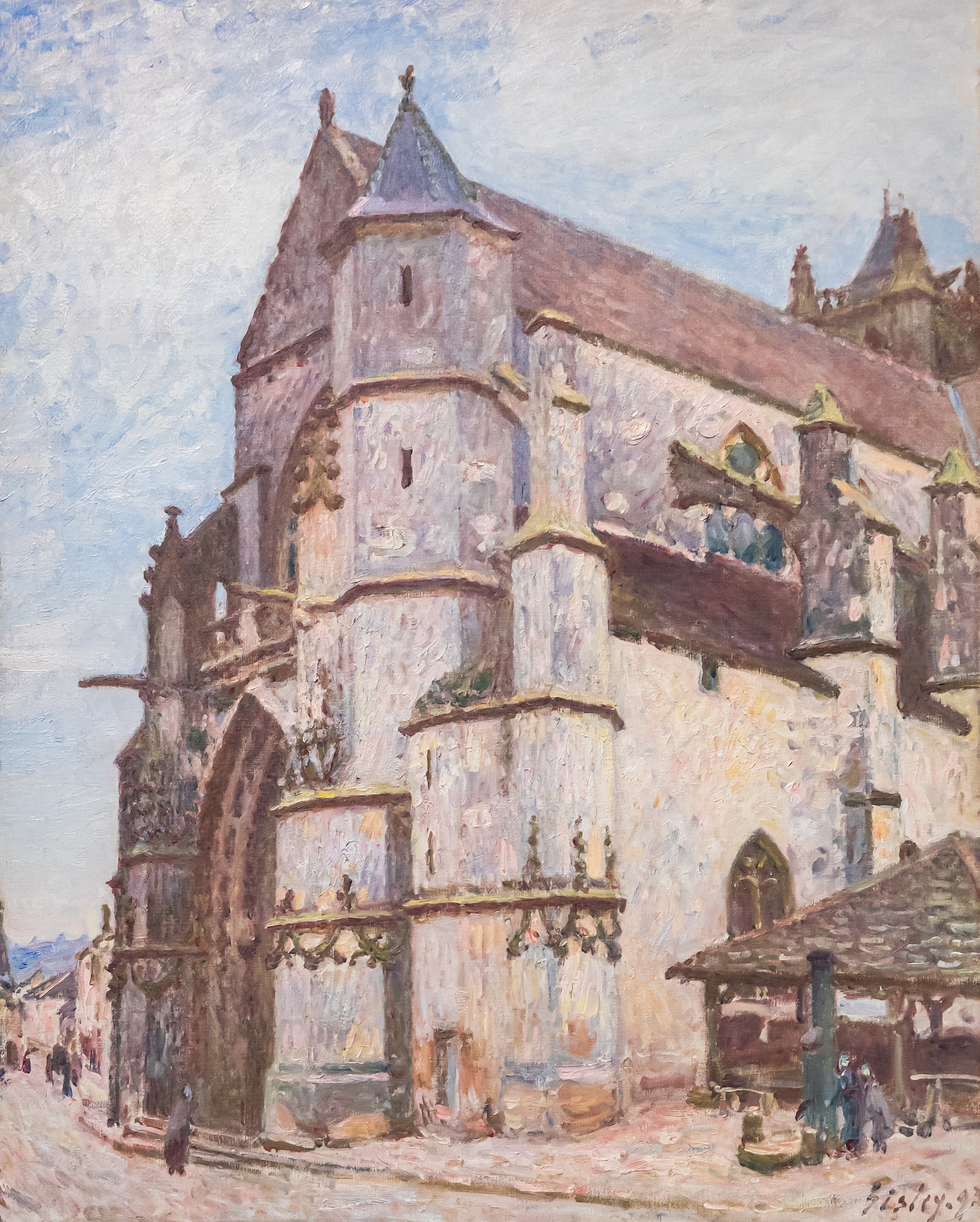
Alfred Sisley: L’Église de Moret, temps pluvieux le matin
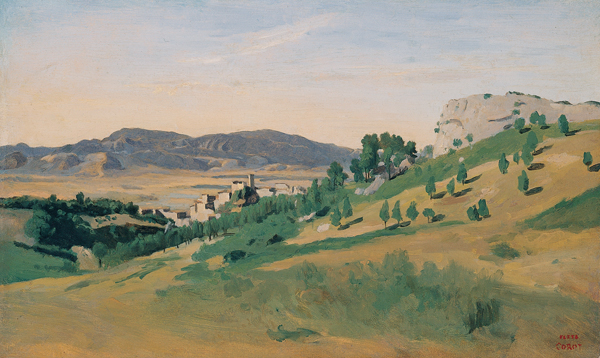
Jean-Baptiste-Camille Corot: Blick auf Olevano
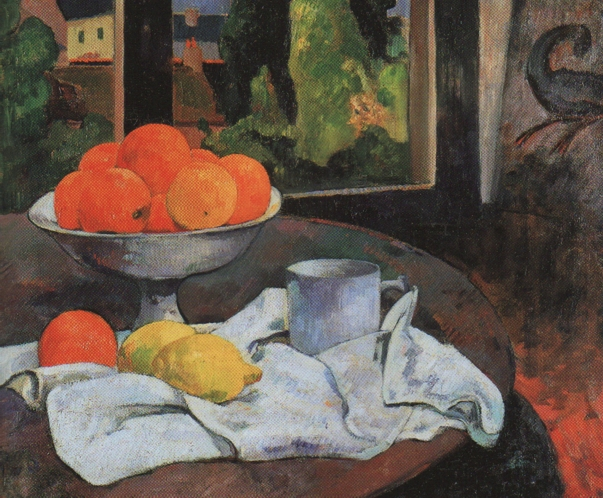
Paul Gauguin: Stillleben mit Fruchtschale und Zitronen
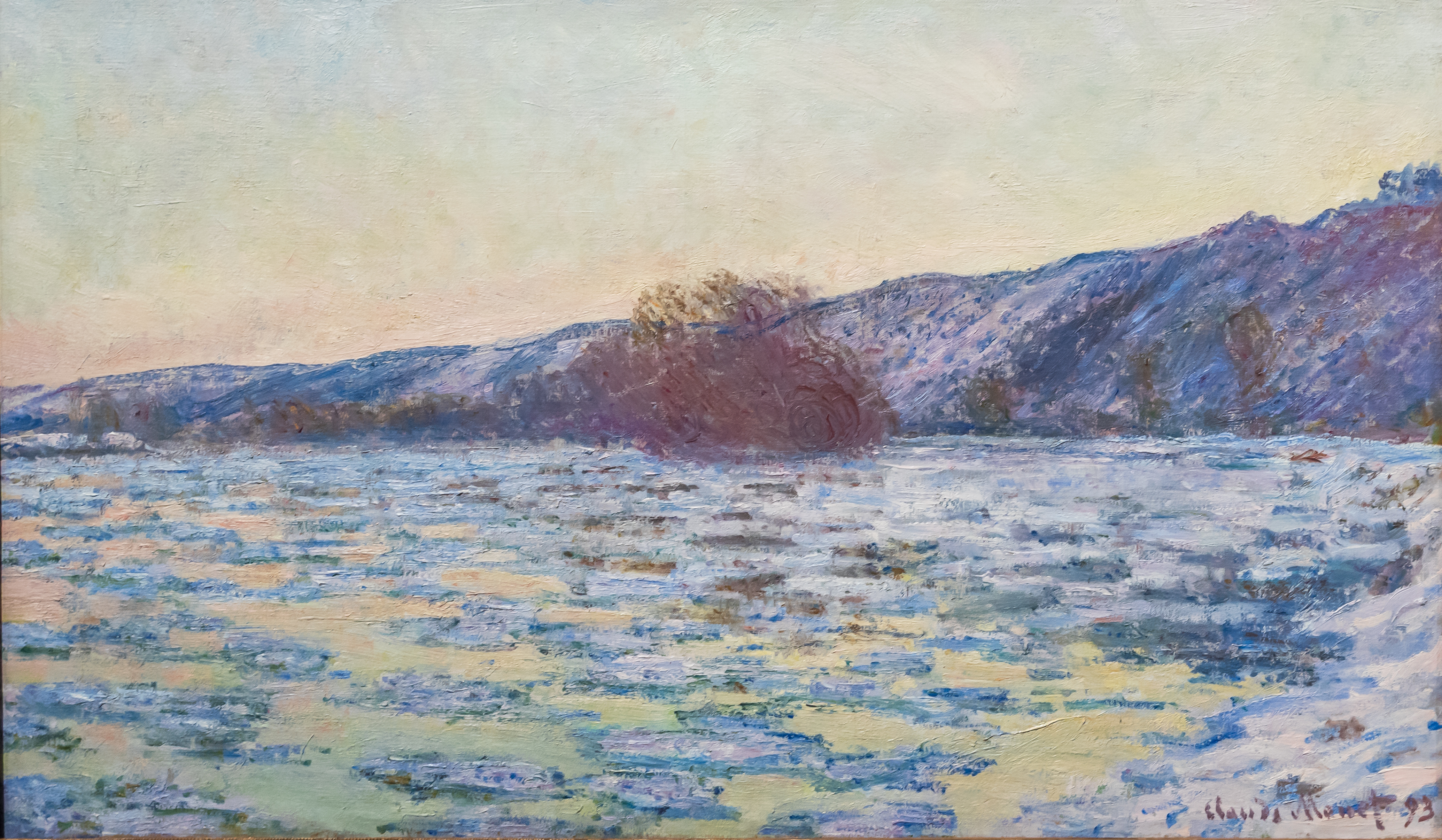
Claude Monet: La Débâcle de la Seine
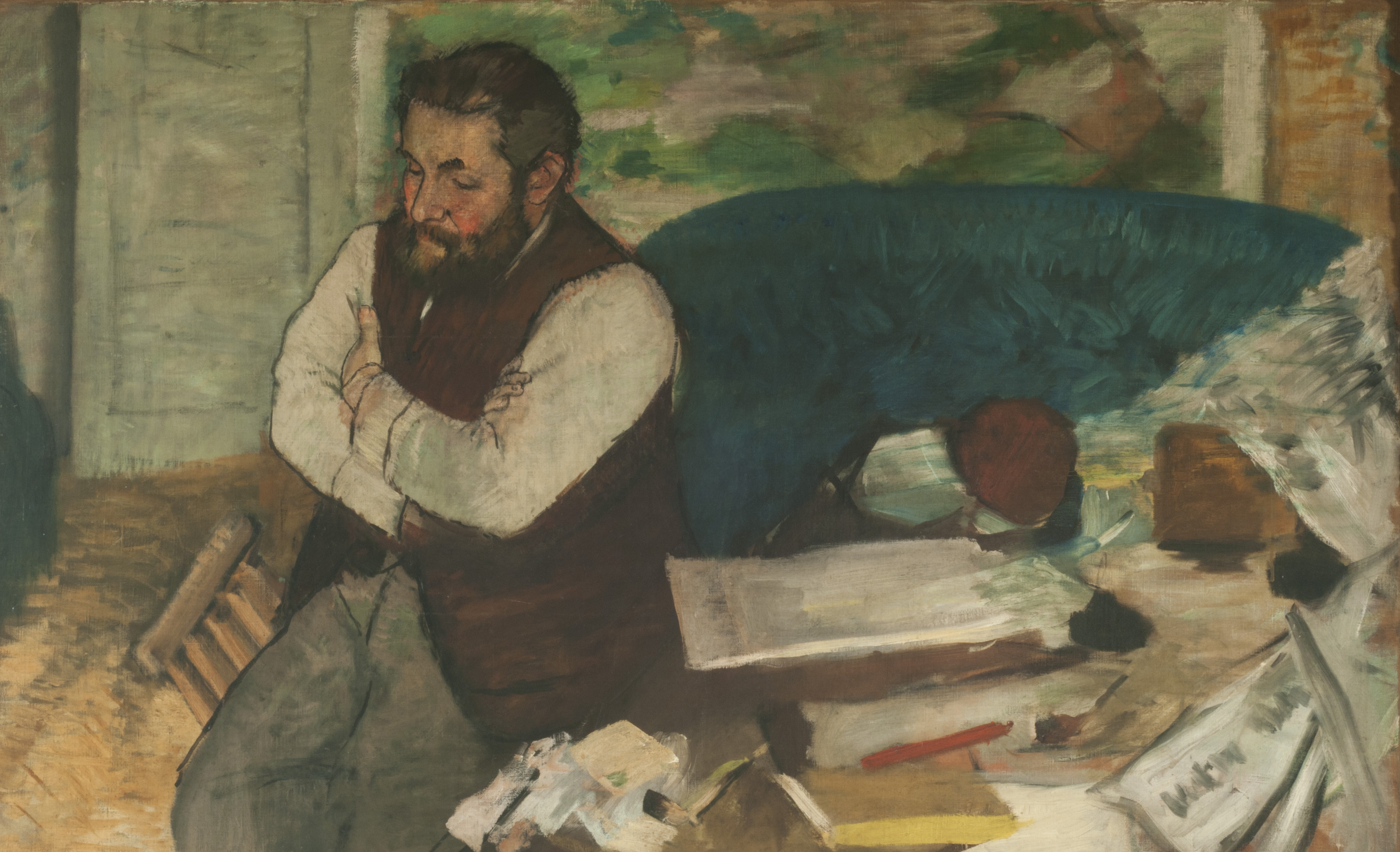
Edgar Degas: Diego Martelli
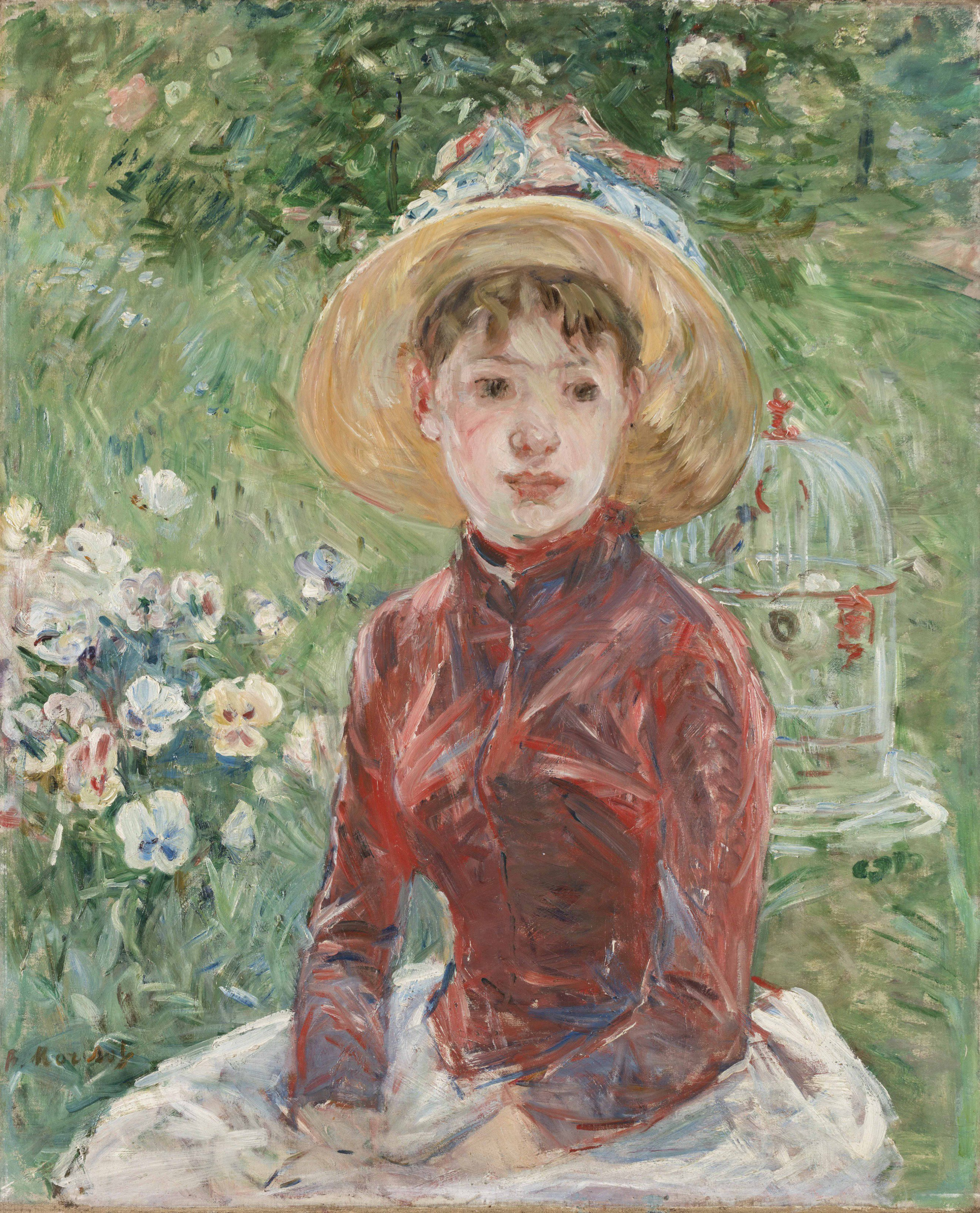
Berthe Morisot: Junges Mädchen mit Käfig

Weitere Werke der Sammlung Viau finden sich in verschiedenen Museen und Privatsammlungen. So besitzt die National Gallery of Art in Washington, D.C. die Bilder Diana von Pierre-Auguste Renoir, Strand bei Etretat von Jean-Baptiste-Camille Corot und Die Loge von Edgar Degas. Im Art Institute of Chicago gibt es aus der vormaligen Sammlung Viau die Werke Die Seine bei Port-Marly, Sandhaufen von Alfred Sisley und Der Drucke-Sammler von Honoré Daumier. Im Metropolitan Museum of Art in New York finden sich die Motive Gebirgslandschaft von Jean-Baptiste-Camille Corot, Ruhender Akt von Pierre-Auguste Renoir und Porträt einer Frau in Grau von Edgar Degas. Andere Werke der ehemaligen Sammlung Viau sind Blick auf Olevano von Jean-Baptiste-Camille Corot (Kimbell Art Museum, Fort Worth), Diego Martelli von Edgar Degas (Museo Nacional de Bellas Artes, Buenos Aires), Die Straße nach Osny in Pontoise, bei Reif von Camille Pissarro (Stiftung Sammlung E. G. Bührle, Zürich), Studie zu Mirabeau devant Dreux-Brézé von Eugène Delacroix (Louvre, Paris), Madame Victor Chocquet von Pierre-Auguste Renoir (Staatsgalerie Stuttgart), Porträt des Sohnes Paul von Paul Gauguin (Henry and Rose Pearlman Foundation, Princeton), Ansicht von Rom: Engelsbrücke, Engelsburg und Koppel des Petersdoms von Jean-Baptiste-Camille Corot (Fine Arts Museums of San Francisco), Jane Avril prüft ein Druckmuster von Henri de Toulouse-Lautrec (Nelson-Atkins Museum of Art, Kansas City) und das Pastellbild Jeune Femme au chapeau à Bords Rabattus von Édouard Manet (Privatsammlung),

## Veröffentlichungen
- De l’Anesthésie locale obtenue par les injections sous-gingivales de cocaïne et d’acide phénique ou d’une solution simple d’acide phénique pour l’avulsion des dents, exposé de la méthode, suivi de 86 observations. Manuskript zu einem Vortrag am 12. Oktober 1886 der Société d’odontologie de Paris, Delahaye et Lecrosnier, Paris 1886.
  - deutsche Übersetzung: Die lokale Anästhesie bei Zahnextraktionen: Darstellung eines neuen Verfahrens nebst 86 Beobachtungsfällen. Hirschwald Verlag, Berlin 1887.
- Contribution à l’étude de l’action physiologique de la cocaïne, Société d’edition scientifique, Paris 1893.
- Formulaire pratique pour les maladies de la bouche et des dents, Société d’edition scientifique, Paris 1893.
- La vie de Pierre Fauchard. Maurice Dormann, Paris 1922.